# Международен панаир на традиционните занаяти
Международният панаир на традиционните занаяти в музея Етър е най-голямото в Централна Стара планина събитие, свързано с представяне на майсторски изделия, създадени по стари технологии. Провежда се в продължение на няколко дни в началото на септември и е под патронажа на Председателя на Народното събрание на Република България. Организатори са Министерство на културата на България, Габрово (община) и Регионален етнографски музей на открито „Етър“. Международният панаир на традиционните занаяти включва различни секции – Панаирно изложение, Международна майсторска надпревара с Младежка секция, Арт-зона, Фолклорна програма, Научен форум.

## История
През 1990 година, по идея на специалисти от музей „Етър“, за първи път се организира Панаир на народните занаяти. Задачата му е да възстанови в музейна среда, при строго придържане към традициите, панаир от миналото, с акцент върху занаятчийското производство. Първоначално по Петковден, а по-късно в началото на месец септември, музеят се превръща в притегателен център за майстори от цялата страна, които представят своята продукция, демонстрират съхранени занаятчийски техники, обменят идеи и опит.
За първи път през есента на 2003 година панаирът става международен. Организатори вече са Министерството на културата, Община Габрово и музей „Етър“, с подкрепата на медии, занаятчийски камари, туроператорски фирми. Изработен е статут, лого на панаира и наградна пластика „Сребърна хлопка“. Панаирът се провежда ежегодно в първите петък, събота и неделя на месец септември.
В програмата на панаира е включена и Международна майсторска надпревара. В нея се състезават майстори от даден занаят, който всяка година е различен и е предварително определен от организаторите. Победителят получава награда „Сребърна хлопка“, парична премия и право на самостоятелна изложба през следващата година. От 2017 година се реализира и Младежка секция към Международната майсторска надпревара, в която участват ученици от училища по изкуствата.
В международната научна конференция „Народни занаяти – минало, настояще и бъдеще“, която се провежда по време на панаира за първи път през 2005 г., през годините участват десетки български и чуждестранни музейни специалисти. В панаирните дни посетителите наблюдават демонстрации на традиционни занаятчийски и домашни техники и възстановки на народни обичаи. Форумът предлага и богата фолклорна програма.